# Maneki Kecak
Maneki Kecak是于2015年诞生的日本女子偶像组合。这是继 drop 之后，日本双马尾协会（日语：日本ツインテール協会）成立的第二个偶像组合。

## 简介
作为设计师、摄影师以及日本双马尾协会会长，身兼数职的古谷完（日语：古谷完）以「在多元化的偶像界，希望超越现有的“萌”，而为世界招来“福”」为理念成立了该偶像组合。
歌曲的作词由古谷完担当，作曲由 Elements Garden 的上松范康、末益凉太、藤永龙太郎担当，服装则由原宿系时尚品牌「glamb」「LAYMEE」的设计师队伍亲自负责。

## 经历

### 2015年
- 3月6日，宣布以 drop 姐妹组合的名义海选新偶像组合的成员[4]。
- 7月18日，公布偶像组合名称、标志以及成员名单。
- 8月8日，首次参加公开演出「Romantic Compote Vol.01」。
- 11月14日，发布第一张自主制作的单曲。
- 12月23日，发布第二次张自主制作的单曲。

### 2016年
- 2月22日，在「ReNY SUPER LIVE 2016 Vol.7」宣布即将由 FORCE MUSIC（日语：FORCE MUSIC） 发行 CD。
- 4月8日，首次拥有在 bayfm 播出的冠名广播节目[5]。
- 4月26日，第一张单曲发布，4月25日获得公信榜当日第一位[6]。
- 6月19日，以第一部第一名的身份通过「TIF 主舞台争夺 LIVE 〜前哨战〜」。
- 8月5日 - 7日，出演 TOKYO IDOL FESTIVAL（日语：TOKYO IDOL FESTIVAL） 2016。
  - 8月5日，「TIF 主舞台争夺 LIVE 决胜战」获得优胜[7]。8月7日，于主舞台 Zepp DiverCity 进行演出。
- 10月18日，第二张单曲发布，10月17日获得公信榜当日第一位。
- 12月19日，宣布与 FORCE MUSIC 的合约结束。

### 2017年
- 1月8日，宣布将于札幌、仙台、东京、名古屋、大阪、冈山、福冈七都市进行全国巡演。
- 3月26日，于全国巡演的大阪站宣布将在环球音乐主流出道（日语：メジャー・デビュー (音楽家)）[8]。
- 5月26日，藤咲真有香因为身心状况不佳宣布毕业并引退，该成员从4月7日便中止活动进行休养[9]。
- 6月28日，由维京唱片发行了主流出道单曲。
- 11月22日，在「Twintail Compote 2017」宣布新成员深濑美樱加入[10]，并从12月3日开始参加演出。

### 2018年
- 1月7日，在东京巨蛋城表演厅举办的上，宣布将于同年9月24日在日本武道馆进行单独公演[11]。
- 3月20日，藤川千愛宣布中止活動[12][13]。
- 4月13日，藤川千愛宣佈從4月14日在栃木縣舉辦的發售紀念活動開始恢復活動[14]。
- 9月24日，藤川千愛正式畢業。
- 12月15日，在的大阪公演上，宣佈新成員篠原葵加入組合[15]。

## 現成員
| 姓名     | 暱稱       | 生年月日（年齡） | 身高  | 出身地 | 代表色 | 屬性 | 招來獸 | 粉絲暱稱 | 備註                                                                                            |
| -------- | ---------- | ---------------- | ----- | ------ | ------ | ---- | ------ | -------- | ----------------------------------------------------------------------------------------------- |
| 篠原葵   | あおちゃん | 7月1日           | 163cm | 愛知縣 | 綠     | 自然 | 企鵝   |          | 2018年12月15日加入的三期生。第2代隊長。                                                         |
| 森ふう花 | ふうちゃん | 5月26日          | 159cm | 德島縣 | 黃     | 光   | 熊     | ふう科   | 2022年6月8日加入的四期生。擁有正護士免許，特技是注射。 柊きき（夜光性アミューズ）是雙胞胎的妹。 |
| 凪咲楓   | 0          | 2月2日           | 153cm | 兵庫縣 | 藍     | 水   | 海豹   |          | 2023年4月28日加入的五期生。                                                                     |
| 神崎ひな | 0          | 1月9日           | 151cm | 栃木縣 | 紫     | 月   | 犬     |          | 2023年4月28日加入的五期生。                                                                     |

### 原有成員
| 姓名         | 暱稱                | 生年月日（年齡） | 身高  | 出身地 | 代表色 | 屬性 | 招來獸   | 粉絲暱稱   | 備註 |
| ------------ | ------------------- | ---------------- | ----- | ------ | ------ | ---- | -------- | ---------- | --- |
| 藤咲真有香   | まゆた              | 1998年2月7日     | 158cm | 栃木縣 | 黄     | 雷   | 熊貓     | ぱんだらけ | 活動期間：結成 - 2017年5月26日 以健康理由經歷休養期間再從隊中畢業、從藝能界引退。                                                                       |
| 藤川千愛     | ちあい              | 1995年6月6日     | 162cm | 岡山縣 | 粉紅   | 愛   | 兔子     | うさぎ組   | 活動期間：結成 - 2018年9月24日 擔當主唱。畢業後以個人歌手活動。                                                                                         |
| 中川美優     | 美優様 みゅーみゅー | 1995年5月12日    | 162cm | 北海道 | 紫     | 闇   | 羊       | 子羊       | 活動期間：結成 - 2023年3月20日 隊長。 |
| 宮内凛       | りんりん りんちゃん | 1998年5月1日     | 159cm | 栃木縣 | 青     | 水   | かわうそ | カワウソ族 | 活動期間：結成 - 2023年3月20日 |
| 松下玲緒菜   | れおにゃ            | 1999年5月2日     | 153cm | 愛知縣 | 赤     | 炎   | 貓       | マタタビー | 活動期間：結成 - 2023年3月20日 中央站位。 |
| 深瀬美桜     | みおちゃん          | 2000年3月30日    | 153cm | 茨城縣 | 黄     | 雷   | コアラ   | コアラー   | 活動期間：2017年11月22日 - 2022年5月22日 第2代黃色擔當的二期生。                                                                                        |
| 朝比奈さくら | 0                   | 4月30日          | 158cm | 愛知縣 | 赤     | 炎   | 獅子     |            | 活動期間：2023年4月28日 - 2023年8月18日 2023年4月28日加入的五期生。原手羽先センセーション、欲バリセンセーション(佐野さくら名義) 2023年8月18日被解除契約 |

## 作品

### 单曲
| #                             | 标题                              | 发售日期       | 形式          | 规格产品编号                             | 备注 | 周榜最高位 |
| ----------------------------- | --------------------------------- | -------------- | ------------- | ---------------------------------------- | --- | ---------- |
|                               | 告白的劝进／爱的话语 （告白のススメ/愛言葉）         | 2015年11月14日 | CD            | -                                        | 自主制作 | -          |
| 才不是玩笑／怪兽与凯恰舞 （冗談じゃないね/モンスターとケチャ） | 2015年12月23日                    |                | CD            | -                                        | 自主制作 | -          |
| FORCE MUSIC                   |                                   |                |               |                                          | |            |
| 01                            | 恋你病／妄想樱 （きみわずらい/妄想桜）               | 2016年4月23日  | CD            | QAFC-10001〜10006                        | 朝日电视台系「musicる TV」4月片尾曲 埼玉电视台「ウタ娘α」4月片头曲 埼玉电视台「オサレガール」4月片头曲 第5回「アイドル楽曲大賞」独立乐队／地方偶像歌曲类「きみわずらい」第一位 | 第9位      |
| 02                            | 时光机／SPLASH （タイムマシン/SPLASH）               | 2016年10月18日 | CD            | QAFC-10007〜10018                        | PV 放映： 涩谷 109 FORUM VISION（2016年11月9日〜12月1日） 新宿 YUNIKA VISION（2016年11月21日〜11月27日）                                                                       | 第6位      |
| Virgin Records                |                                   |                |               |                                          | |            |
| 03                            | 怎样都无所谓了／用平凡的话语 （どうでもいいや/ありきたりな言葉で） | 2017年6月28日  | CD            | TYCT-30065 TYCT-39054〜39058             | 主流出道单曲 | 第6位      |
| 日本古伦美亚                  |                                   |                |               |                                          | |            |
| 04                            | 从镜子中／我剩下的全部都给你 （鏡の中から/あたしの残りぜんぶあげる） | 2018年4月18日  | CD(+DVD)      | COZA-1428/9 COCA-17442〜17446 COCA-17451 | 前者是电视动画《鬼太郎（第六作）》的片尾曲 | 第5位      |
| 05                            | 某天某地／一次机会 （いつかどこかで/ワンチャンス）           | 2019年3月20日  | CD(+DVD)      | COZA-1529/30 COCA-17579〜17584           | 前者是电视动画《欢迎光临千岁酱》的片尾曲 | 第6位      |
| 06                            | 回轉的世界 （まわる世界に）                   | 2021年4月21日  | CD(+DVD)      | COZA-1745/6 COCA-17876/80                | 前者是真人電視劇《燒窯的話也要馬克杯》的主題曲 | 第5位      |
| 07                            | Awesome!                          | 2022年4月20日  | CD(＋Blu-ray) | COZA-1896/7 COCA-17998 COCA-17999        | 前者是電視動畫《RPG不動產》的片尾曲 | 第6位      |

### 专辑
| #            | 标题         | 发售日期      | 形式         | 规格产品编号 | 备注         | 周榜最高位   |
| 日本古伦美亚 | 日本古伦美亚 | 日本古伦美亚  | 日本古伦美亚 | 日本古伦美亚 | 日本古伦美亚 | 日本古伦美亚 |
| ------------ | ------------ | ------------- | ------------ | ------------ | ------------ | ------------ |
| 01           | 恋你病       | 2018年4月18日 | CD           | COCP-40307   |              | 第12位       |

## 出演

### 电视

#### 综艺
- TOKYO IDOL TV（日语：TOKYO IDOL TV）（2016年2月11日，富士电视台）- 松下玲绪菜
- ＃Hi_Poul（日语：＃ハイ_ポール）（2016年7月8日，富士电视台）- 藤川千爱
- 偶像魂长垂坂ROCK！（日语：アイドル魂なだれ坂ロック!）（2016年9月26日，BS JAPAN）
- 指原议长与偶像国会（2016年12月23日，富士电视台）- 中川美优、藤川千爱、松下玲绪菜
- IDOL REAL 〜现今偶像纪实〜（2017年1月14日・21日，富士电视台）
- 新决战综艺 国王酱（日语：NEO決戦バラエティ キングちゃん）（2017年5月30日・6月6日，东京电视台）- 松下玲绪菜
- 抱住指大腿（日语：この指と〜まれ!）（2017年7月15日等，富士电视台）
- 音痴POPS（日语：音ボケPOPS）（2017年9月9日，东京都会电视台）
- NEWS的二人（日语：NEWSな2人）（2017年11月4日，TBS）- 中川美优
- THE卡拉OK★战役（日语：THEカラオケ★バトル）（2017年11月22日，东京电视台）- 藤川千爱
- WOWOW PLUS MUSIC -深夜一点的音乐时间-（日语：WOWOW PLUS MUSIC -深夜1時の音楽タイム-）（2019年12月24日 - 2020年2月4日，流行音乐频道（日语：歌謡ポップスチャンネル））

#### 演唱
- BUZZ RHYTHM（2017年6月10日，日本电视台）
- LIVE B♪（日语：ライブB♪）（2017年6月28日，TBS）

### 广播
- 招待之夜（2016年4月8日 - 10月28日，bayfm）
- Tresen+（2016年4月12日・10月14日等，FM Yokohama）
- 广播的播音员〜RAJIANA（2016年4月22日，FM NACK5）- 中川美优、藤川千爱

## 脚注
1. ↑  目前暂无通用的中文翻译，原文意为「招福卡恰舞」，卡恰舞是巴厘岛的一种传统舞蹈。
2. ↑  . ORICON NEWS.   [2016-10-03]. （原始内容存档于2018-09-20） （日语）.
3. ↑  . BARKS.   [2016-10-03]. （原始内容存档于2019-07-29） （日语）.
4. ↑  . drop公式. 日本ツインテール協会.   [2016-10-03]. （原始内容存档于2016-08-12） （日语）.
5. ↑  . Rooftop.   [2016-10-03]. （原始内容存档于2017-08-14） （日语）.
6. ↑  . GirlsNews.   [2016-10-03]. （原始内容存档于2020-10-31） （日语）.
7. ↑  . 音楽ナタリー.   [2016-10-03]. （原始内容存档于2018-12-01） （日语）.
8. ↑  . 音楽ナタリー.   [2017-05-09]. （原始内容存档于2018-11-29） （日语）.
9. ↑  . ORICON NEWS.   [2017-05-26]. （原始内容存档于2017-08-26） （日语）.
10. ↑  . 音楽ナタリー.   [2018-01-07]. （原始内容存档于2018-12-01） （日语）.
11. ↑  . 週プレNEWS.   [2018-01-07]. （原始内容存档于2018-01-08） （日语）.
12. ↑  . SANSPO.COM (産経デジタル). 2018-03-20  [2018-03-20]. （原始内容存档于2018-06-29）.
13. ↑  @maneki_keca的2018年3月20日的推文- Twitter
14. ↑  @maneki_kecak的2018年4月13日的推文- Twitter
15. ↑  . 音楽ナタリー. 2018-12-15  [2018-12-17]. （原始内容存档于2019-04-03）.